# Globster

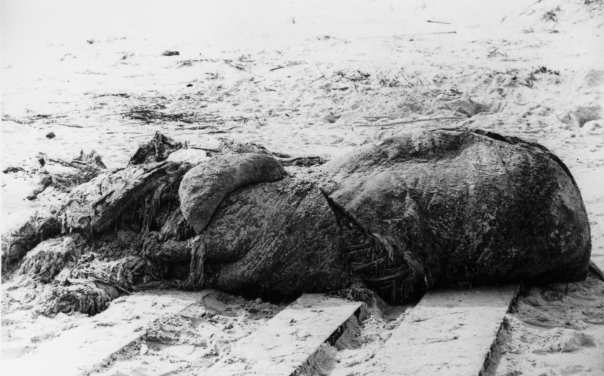
Cadáver que apareció en la costa cerca de St. Augustine, Florida, en 1896.

Un globster o cadáver no identificado es una masa orgánica no identificada que aparece en las orillas de los océanos o de otros cuerpos de agua. El término fue acuñado por Ivan T. Sanderson en 1962 para describir al Cadáver de Tasmania de 1960, del que se decía que «no tenía ojos visibles, no tenía una cabeza definida y aparentemente tampoco una estructura ósea». Los globsters se distinguen de otros cadáveres varados por ser difíciles de identificar, por lo menos por los inexpertos observadores iniciales, y por crear controversia acerca de su identidad.
Los globsters pueden tener una apariencia tan desconcertante que su naturaleza sigue siendo controvertida para muchos, incluso después de ser oficialmente identificados por científicos. Algunos globsters carecen de huesos o de otras estructuras reconocibles. Mientras que otros pueden tener huesos, tentáculos, aletas, ojos u otras características que pueden ayudar a identificar las posibles especies. En el pasado a menudo fueron descritos como monstruos marinos, y mitos y leyendas acerca de esos monstruos pueden haber surgido con la aparición de un globster. Los globsters son estudiados con mayor frecuencia en el campo de la criptozoología.
Muchos globsters han sido inicialmente descritos como pulpos gigantes, aunque poco después resultaron ser cadáveres deteriorados de ballenas o tiburones de gran tamaño. Al igual que el «monstruo chileno» en 2003, muchos de estos globsters son masas de grasa de ballena liberadas por los cadáveres de estas. Otros de los cuales se pensó que eran plesiosaurios muertos luego han sido identificados como tiburones peregrinos. Otros aún permanecen sin explicación.
Algunos globsters han sido examinados solo después de que se han descompuesto demasiado para ser considerados como evidencia de nuevas especies, o han sido destruidos, como pasó con el famoso cadáver del Cadborosaurus willsi encontrado en 1937. Sin embargo, científicos canadienses realizaron un análisis de ADN a la llamada «masa de Terranova» que indicaba que el tejido era de un cachalote. En el documento resultante, los autores hacen notar un grupo de similitudes entre la «masa de Terranova» y otros globsters famosos, concluyendo en que es posible que todos tengan un origen similar.

## Algunos globsters famosos
En orden cronológico de descubrimiento:
- Bestia de Stronside (1808)
- Monstruo de St. Augustine (1896)
- Trunko (1924)
- Cadáver de Dunk Island (1948)
- Cadáver de Melbourne-Hobart (1958)
- Globster de Tasmania (1960)
- Globster de Nueva Zelanda (1968)
- Segundo globster de Tasmania (1970)
- Globster de Mann Hill Beach (1970)
- Masa de Bermuda (1988)
- Globster de Godthaab (1989)
- Masa de las Hébridas (1990)
- Segunda masa de Bermuda (1995)
- Globster de Carolina del Norte (1996)
- Masa de Nantucket (1996)
- Tercera masa de Bermuda (1997)
- Globster de Four Mile (1997)
- Masa de Terranova (2001)
- Masa chilena / Monstruo marino chileno / Criatura de Pinuno (2003)
- Masa en Filipinas (2018)
- Monstruo peludo de Kamchatka (Rusia) (2018)
- Globster de Argentina (2019)